# 연풍 (영화)
연풍은 1974년 공개된 대한민국의 영화이다.

## 배역
- 신성일
- 안인숙
- 남궁원
- 유장현
- 조숙자
- 이경희
- 한문정
- 채영
- 박영아
- 서학
- 추석양
- 전숙
- 최무웅
- 조덕성
- 채령